# 吕贤基
呂賢基（1803年—1853年），字羲音，號鶴田，安徽旌德人。

## 生平
呂賢基為道光十一年（1831年）辛卯科舉人，道光十五年（1835年）乙未科進士，選庶吉士，授翰林院編修，道光二十二年（1842年）遷任湖廣道監察御史，給事中。曾任崇实书院山长。咸豐元年（1851年）為工部左侍郎。次年，兼署刑部左侍郎。太平軍大舉進軍安徽，李鴻章力勸呂賢基上奏在安徽舉辦團練。咸丰三年（1853年）正月，奉命赴安徽督办团练，以抗太平军，五月命令孙家泰带勇二千赴凤阳会剿。又赴舒城、桐城劝募团练，“无兵无饷，赤手空拳”，李鸿章見情況危急，“乘马而逸”。十月二十九日（11月29日），太平军攻陷舒城，呂賢基投水自尽，時人以為“其出治团练也，又无兵无食。但提空名杀贼，以忠义激励乡人，欲以遏方张之寇，难矣。然公所能自主者，一死报国耳”。十一月初八（12月8日）赠尚书衔，谥文节。
著有《吕文节公奏疏》2卷、《立诚轩诗》1卷。

## 延伸阅读
[在维基数据编辑]
 《清史稿·卷399》，出自趙爾巽《清史稿》